# Règle de Cannizzaro
Pour les articles homonymes, voir Cannizzaro.
Établie en 1858 par Cannizzaro, la règle de Cannizzaro a contribué à l'acceptation de la théorie atomique par les chimistes.
Cette règle s'énonce ainsi : « Étant données différentes substances chimiques les contributions d'un même élément à leur masse molaire sont des multiples entiers de la masse molaire atomique de l'élément ». Dans cet énoncé, traduit  et mis aux normes actuelles, le terme « substance chimique » désigne un corps pur ou un composé chimique. 
La règle de Cannizzaro a d'abord été diffusée sous la forme d'un fascicule destiné aux étudiants puis publiée dans la revue scientifique italienne Il nuovo cimento. En complément Cannizzaro a utilisé les capacités calorifiques pour vérifier la théorie atomique dans le cas de composés inorganiques non volatils.

## Une étape importante pour l'acceptation de la théorie atomique
En 1803, John Dalton crée la théorie atomique. Selon lui les éléments existant à l'état gazeux (hydrogène, azote, oxygène) sont constitués d'atomes. Un composé comme l'eau résulte de l'union de deux atomes, ici respectivement d'hydrogène et d'oxygène : H + O → HO. À noter pourtant que ces deux éléments ne jouent pas des rôles symétriques puisqu'un volume d'oxygène se combine à deux volumes d'hydrogène. En 1811, la loi d'Avogadro stipule qu'un volume donné de gaz contient le même nombre de molécules quelle que soit la nature du gaz. Cette loi appliquée aux données expérimentales conduit à conclure que les éléments gazeux sont constitués de molécules diatomiques (dihydrogène, diazote, dioxygène). La réaction de synthèse de l'eau s'écrit alors, en accord avec la loi volumétrique de Gay-Lussac : 2 H2 + O2 → 2 H2O. 
Pourtant la notion d'éléments sous forme de molécules diatomiques passe mal chez les chimistes. Jusque vers 1860 ils considèrent généralement la théorie atomique comme une simple hypothèse et ils continuent d'utiliser la notion de poids équivalent ou équivalent en prenant comme référence l'hydrogène gazeux (H = 1). Comme 2 g d'hydrogène (1 mole) se combinent à 16 g d'oxygène (8 fois plus) le poids équivalent de l'oxygène est égal à 8 d'où H = 1 et O = 8. Dans la théorie atomique, on passe de la référence hydrogène moléculaire (2 g/mol) à la référence hydrogène atomique (1 g/mol) d'où O = 16 g/mol.
En 1860 se tient le Congrès international de Karlsruhe qui rassemble une partie des chimistes européens dont Kekulé, Mendeleïev et Cannizzaro. Ce dernier fait connaître au congrès son fascicule d'enseignement de 1858 où il expose sa règle et l'applique à plus de quarante substances chimiques : composés organiques et inorganiques et éléments gazeux. Bien que le congrès n'ait finalement pas pris de décision sur la théorie atomique, elle sera acceptée par de nombreux participants et elle s'imposera rapidement parmi les chimistes.

## Illustration et limites de la règle de Cannizzaro
Le tableau suivant donne quelques exemples d'application de la règle de Cannizzaro choisis parmi les nombreuses molécules qui figurent dans son fascicule. Les masses molaires sont exprimées en g/mol.
Bien que les résultats paraissent évidents à notre époque il est intéressant d'en rappeler l'origine expérimentale, soit pour un composé donné :
- la masse volumique du composé gazeux à 0 °C et sous 1 atm ;
- le pourcentage en masse de chaque élément entrant dans le composé.

Par exemple l'ammoniac (Tableau) est un composé d'azote et d'hydrogène de masse volumique 0,76 g/l. Sa masse molaire se déduit de la loi d'Avogadro et a pour valeur 22,4×0,76 = 17 g/mol. L'ammoniac contient 17,6 % d'hydrogène soit pour une mole 17×0,176 = 3 g/mol, donc il contient aussi 17-3 = 14 g/mol d'azote.
| Composé                    | Masse molaire              | Contribution de l'élément à la masse molaire du composé | Contribution de l'élément à la masse molaire du composé | Contribution de l'élément à la masse molaire du composé | Contribution de l'élément à la masse molaire du composé | Contribution de l'élément à la masse molaire du composé | Formule |
| -------------------------- | -------------------------- | ------------------------------------------------------- | ------------------------------------------------------- | ------------------------------------------------------- | ------------------------------------------------------- | ------------------------------------------------------- | ------- |
| Composé                    | Masse molaire              | H                                                       | C                                                       | O                                                       | N                                                       | S                                                       | Formule |
| Monoxyde de carbone        | 28                         |                                                         | 12                                                      | 16                                                      |                                                         |                                                         | CO      |
| Sulfure d'hydrogène        | 34                         | 2                                                       |                                                         |                                                         |                                                         | 32                                                      | H2S     |
| Eau                        | 18                         | 2                                                       |                                                         | 16                                                      |                                                         |                                                         | H2O     |
| Ammoniac                   | 17                         | 3                                                       |                                                         |                                                         | 14                                                      |                                                         | NH3     |
| Méthane                    | 16                         | 4                                                       | 12                                                      |                                                         |                                                         |                                                         | CH4     |
| Éther éthylique            | 74                         | 10                                                      | 48                                                      | 16                                                      |                                                         |                                                         | C4H10O  |
| Azote                      | 28                         |                                                         |                                                         |                                                         | 28                                                      |                                                         | N2      |
| Soufre                     | 192                        |                                                         |                                                         |                                                         |                                                         | 192                                                     | S6      |
| Masse molaire de l'élément | Masse molaire de l'élément | 1                                                       | 12                                                      | 16                                                      | 14                                                      | 32                                                      |         |

Alors que les éléments gazeux à température ambiante sont diatomiques (dioxygène, dichlore...) ce n'est pas forcément le cas pour les autres éléments. Concernant le soufre (avant dernière ligne du tableau), Cannizzaro indique que, contrairement aux éléments gazeux à température ambiante, sa vapeur est constituée d'abord de molécules S6 puis, au-dessus de 1 000 °C, de molécules S2. Il est aujourd'hui connu que le soufre solide est constitué de molécules de cyclooctasoufre (S8). Le soufre fondu bout à 445 °C et les molécules de S8 issues du solide se dissocient de plus en plus au fur et à mesure que la température augmente. La formule S6 correspond alors à une valeur moyenne.
Cannizzaro note que certains éléments et composés inorganiques ne sont pas volatils et que leur masse molaire n'est donc pas mesurable. La loi de Dulong et Petit sur les capacités calorifiques lui permet de contourner cette difficulté. Dans le cas du mercure solide, cette loi donne une masse molaire en accord avec celle de la vapeur qui est monoatomique. C'est pourquoi Cannizzaro utilise la loi de Dulong et Petit et son extension par Kopp pour confirmer les masses molaires atomiques dans divers métaux et halogénures.